# Жукотинська сільська рада
| Жукотинська сільська рада — орган місцевого самоврядування у Коломийському районі Івано-Франківської області з адміністративним центром у с. Жукотин. Історична дата утворення: в 1958 році. Водоймища на території, підпорядкованій даній раді: річки Чорнява, Мульчава. Сільській раді підпорядковані населені пункти: - с. Жукотин - с. Богородичин - с. Михалків |

## Склад ради
Рада складається з 16 депутатів та голови.

### Керівний склад ради
| ПІБ                      | Основні відомості                                                                                              | Дата обрання | Дата звільнення |
| ------------------------ | --- | ------------ | --------------- |
| Лесюк Ярослав Петрович   | Сільський голова, 1959 року народження, освіта, безпартійний                                                   | 26.03.2006   | 31.10.2010      |
| Мицак Іван Дмитрович     | Сільський голова, 1952 року народження, освіта вища, безпартійний                                              | 31.10.2010   | 02.02.2012      |
| Мельничук Роман Іванович | Сільський голова, 1969 року народження, освіта середня загальна, член Всеукраїнського об'єднання «Батьківщина» | 27.05.2012   |                 |

Примітка: таблиця складена за даними джерела